# Chiesa di San Pietro (Albino)
La chiesa di San Pietro è il principale luogo di culto cattolico di Desenzano al Serio frazione di Albino, in provincia di Bergamo, situato in via Ripa, sulla strada che si collega con la frazione di Comenduno. L'edificio è preceduto da un porticato e da un sagrato con la pavimentazione in selciato di pietra attraversato da lastre in arenaria delimitato da un basso muro che lo divide dall'asse stradale

## Storia
L'edificio risale al XIV secolo, viene citato in un atto notarile del 22 novembre 1312. Una prima ristrutturata con ampliamento risale al 1419. La costruzione della torre campanaria risale al 1434, fu poi maggiormente innalzata nel 1640, mentre la cupola in zinco a forma di cipolla fu collocata solo nel 1876. La cupola fu rimossa nel 1944, causa il periodo bellico. L'ultimo restauro della torre e delle campane è del 2017.
L'interno della chiesa originaria, era costituito da un'unica navata, tre arconi a sesto acuto la dividevano in tre campate che si univano con l'abside forse dalla forma semicircolare.

Il porticato esterno fu costruito nel 1561, come riporta la scritta sulla chiave di volta del portale d'ingresso: EGO TIBI DABO CLAVES REGNI CAELORUM MDLXI. Risulta infatti elencato negli atti della visita pastorale del 15 ottobre 1575 di san Carlo Borromeo. Negli atti delle visite pastorali, risultano fossero presenti altari che il cardinale ordinava venissero rimossi, e la composizione dell'aula di quattro campate. Nella visita successiva del vescovo Gerolamo Ragazzoni si evince che all'edificio furono eseguite notevoli migliorie.
Numerosi furono gli interventi nel XX secolo. Nel 1923 fu eseguito un restauro che vide sostanziali modifiche del presbiterio, e nel 1976 un altro restauro conservativo generale. 

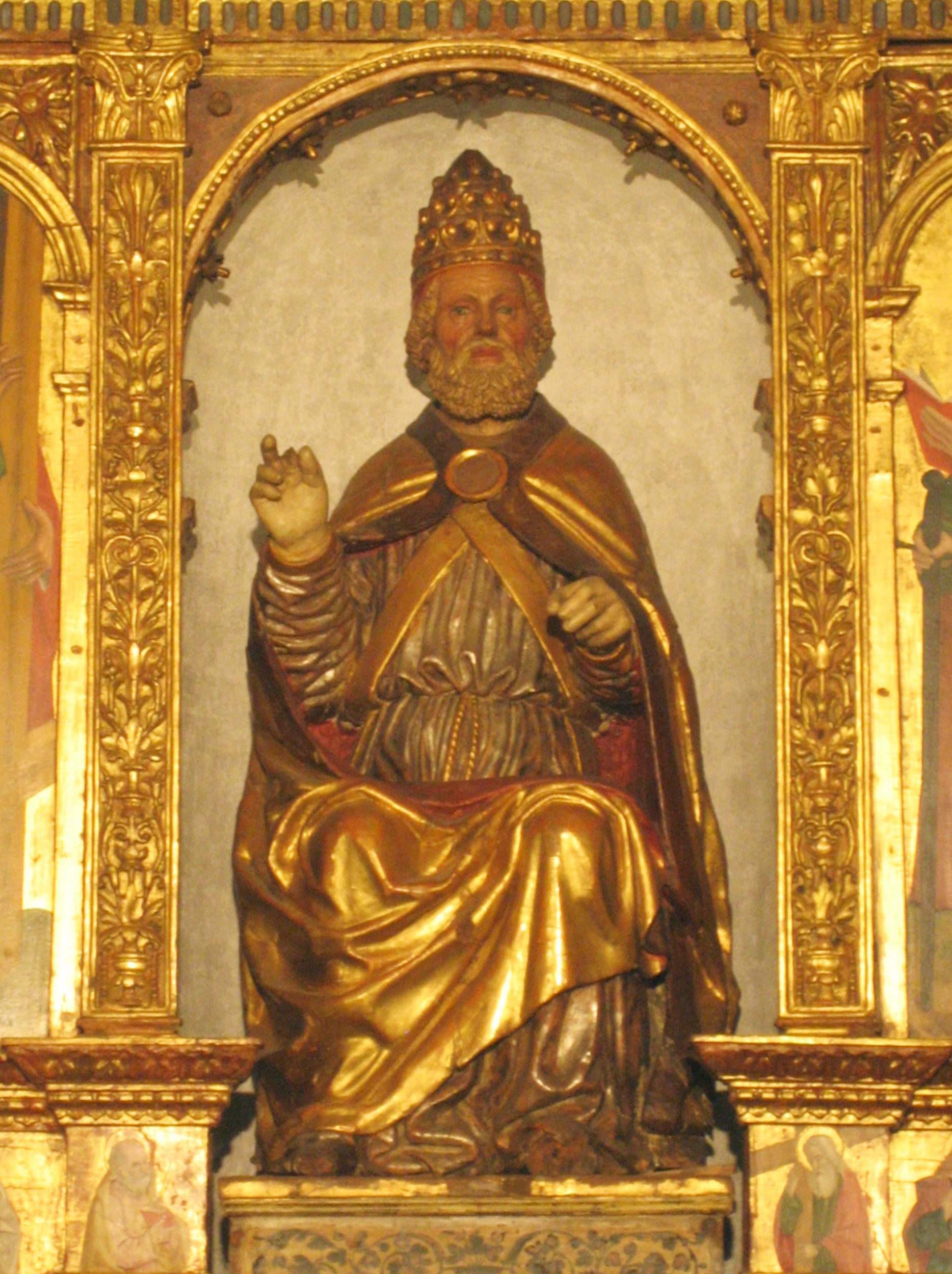
San Pietro-Ancona dei Marinoni e Pietro Bussolo

## Descrizione

### Esterno
La chiesa anticamente serviva anche la frazione di Comenduno grazie alla sua posizione all'estremo limite dell'urbano di Desenzano sulla strada che collega con la frazione più a nord. La facciata della chiesa è preceduta da un porticato racchiuso da tre arcate a tutto sesto con tre colonne in pietra di Sarnico complete di capitello e alta base in stile toscano, Nel 1945 nuove colonne hanno sostituito quelle più antiche. Il tetto del porticato è a tre falde. Il portone d'ingresso ha contorno in marmo con arco a tutto sesto. La facciata della chiesa prosegue con l'edificio della canonica.

### Interno
L'interno dell'aula si presenta a un'unica navata preceduta da una bussola d'ingresso. L'aula è divisa da quattro campate ciascuna illuminata da una finestra ad arco svasato verso l'interno. Un secondo ingresso è presente nella terza campata. Due gradini collegano l'aula con il presbiterio che è a pianta rettangolare con soffitto a botte composto da due arcate a sesto acuto. L'abside è a pianta semiesagonale e composta di tre vele. Su quella centrale vi è il polittico di San Pietro, opera lignea dei Marinoni famiglia di pittori originari proprio della frazione. Centrale al polittico la scultura raffigurante san Pietro, titolare della chiesa, opera lignea di Pietro Bussolo del tardo Quattrocento
Il coro è composto di ventun sedili divisi da stalli incisi che sostengono i sedili movibili composti da fondelli che ornati di disegni geometrici, i braccioli sono adornati da grifoni in legno intagliato. Gli stalli sono divisi da colonnine che contengono mensole intarsiate con la raffigurazione di testa d'angelo sulla parte centrale. Una cornice intarsiata con foglie definisce il coro.